# Adelbrecht (Dichter)
Adelbrecht (wirksam zwischen 1120 und 1130) war ein deutschsprachiger Legendendichter und Priester des 12. Jahrhunderts vermutlich aus Kärnten.

## Leben und Werk
Adelbrecht verfasste zwischen 1120 und 1130 das Gedicht Johannes Baptista („Johannes der Täufer“), das aber nur unvollständig erhalten ist; die Urschrift befindet sich heute in der Bibliothek des Stifts St. Paul im Lavanttal. Adelbrecht ergänzte hierbei den Tatsachenbestand aus den Evangelien nach Lukas und Matthäus und gestaltet diese so legendenhaft um. Der Schwerpunkt der Persönlichkeit „Johannes des Täufers“ wird in Richtung auf das Märtyrertum verschoben. Adelbrecht spricht mit diesem Gedicht ein Laienpublikum an, dem er den Heiligen Johannes den Täufer als Bußprediger und Vorbild aller Büßer vorstellt. Die schlichte Erzählung, die auch im Rolandslied und der Kaiserchronik anklingt, „gipfelt in der Zuversicht auf die Hilfe und Fürsprache des Heiligen beim Jüngsten Gericht.“
Adelbrecht bezeichnet sich in dem Gedicht Johannes Baptista selbst als Priester. Nach dem Ausweis seines Dialekts stammte er mit hoher Wahrscheinlichkeit aus Kärnten. Bruchstücke einer St.-Veit-Legende der gleichen Maria Saaler Handschrift Handschrift weisen große Ähnlichkeit mit Adelbrechts Stil auf und wurden eventuell auch von ihm verfasst.